# روبرت بينغهام (كاتب)
روبرت بينغهام (بالإنجليزية: Robert Bingham)‏ (14 مارس 1966، لويفيل في الولايات المتحدة - 28 نوفمبر 1999)؛ كاتب وروائي أمريكي.